# Сюэ Фань
Сюэ Фань (кит. 薛范; 21 сентября 1934, Шанхай — 2 сентября 2022, Шанхай) — китайский переводчик и музыковед.

## Биография
Родился в сентябре 1934 года в Шанхае. В двухлетнем возрасте был парализован от полиомиелита. После окончания средней школы в возрасте 18 лет поступал в Шанхайскую русскую техническую школу, но не был принят из-за инвалидности. Учил русский язык, слушая дома радио.
Первую переводческую работу опубликовал в 1953 году. Пробовал литературное творчество, написание сценариев фильмов и создание драмы, но отказался от этих замыслов с началом Культурной революции.
Член Союз китайских писателей, Союза китайских музыкантов и Союза китайских переводчиков, а также директор Общества российско-китайской дружбы и приглашенный профессор Шанхайского педагогического университета.

## Творчество
Известен переводами и исследованием зарубежных песен. Перевёл около 2000 зарубежных песен, в том числе многие советские и российские, составил и издал более 30 зарубежных песенных сборников.

## Награды
- Орден Дружбы (3 ноября 1997 года, Россия) — за большой личный вклад в укрепление и развитие российско-китайских культурных связей[3]. Вручён лично президентом России Б. Н. Ельциным[4].

## Джерела
Архивная копия от 26 мая 2024 на Wayback Machine